# 李麗珊 (藝人)
李麗珊（英語：Lisa Lee Lai Shan，1985年11月18日—），前香港亞洲電視合約藝員，曾就讀於香港城市大學人文及社會科學學系東南亞研究。在2010年參加亞視的亞洲星光大道3，以快歌《紙醉金迷》及慢歌《流言》得到第五名及最具舞台魅力大獎，其後成為亞視的合約藝人。2013年3月16日由於缺席亞視強制其下藝員參加的藝員訓練班達三次，成爲第六個因缺課而被解僱的藝員。2014年加入香港有線電視的有線娛樂台演出綜藝節目。2014年9月開始，李麗珊參與香港賽馬會製作的新一季馬季節目馬上全接觸主持及賽馬直擊副主持。2017年開始，其參與奇妙電視的節目主持工作。2021年偕丈夫女兒移民英國。

## 亞洲星光大道3比賽歷程
| 播出日期   | 比賽主題                             | 參賽歌曲                                                  | 分數   | 備註                     |
| ---------- | ------------------------------------ | --------------------------------------------------------- | ------ | ------------------------ |
| 2010/06/27 | 人生當中的第一首歌（上）             | ------                                                    | ------ |                          |
| 2010/07/04 | 人生當中的第一首歌（下）             | 小城大事（原唱：楊千嬅）                                  | 53.2   | 師徒制獲編入吳國敬隊     |
| 2010/07/11 | 師徒制第一回：第一回（上）－地獄悲歌 | 明知故犯（原唱：許美靜）                                  | 56.3   |                          |
| 2010/08/01 | 師徒制第二回：動感節拍（上）         | 花花宇宙(原唱：陳慧琳)                                    | 57     |                          |
| 2010/08/22 | 師徒制第三回：師徒拜別（下）         | 親密關係（原唱：鄭秀文）                                  | 57.4   |                          |
| 2010/08/29 | 學生時代的歌                         | 默契（原唱：鄭秀文）                                      | 58.8   |                          |
| 2010/09/05 | 憑歌寄意                             | 失樂園（原唱：草蜢）                                      | 58.2   |                          |
| 2010/09/12 | 星光家族PK賽第一回（上）：至愛張國榮 | 痴心的我（原唱：張國榮）                                  | 65.8   | 與李昊嘉PK（落敗）       |
| 2010/10/03 | 經典譚詠麟（下）                     | 誰可改變（原唱：譚詠麟）                                  | 67.7   | 與羅迪龍PK（勝出）       |
| 2010/10/10 | 百變梅艷芳                           | 心債（原唱：梅艷芳）                                      | 69.7   | 與陳美恩合唱             |
| 2010/10/31 | 飲歌                                 | 紅綠燈（原唱：鄭融）                                      | 71.7   |                          |
| 2010/11/07 | 排名積分賽‧第一回：格鬥歌            | 烈女（原唱：楊千嬅）                                      | 75.6   | 與陳啟榮PK（勝出）       |
| 2010/11/14 | 超偶聯軍踢館賽                       | 突然想起你（原唱：蕭亞軒）                                | 77.2   | 與李鑑軒PK（落敗）       |
| 2010/12/12 | 冠軍爭霸戰                           | 快歌 紙醉金迷 81.7 慢歌 流言 84.3（原唱：周慧敏、林隆璇） | 166    | 第五名，最具舞台魅力大獎 |

## 獎項

### 2010年
- 亞洲星光大道 3－第五名， 最具舞台魅力大獎

## 音樂作品

### 歌曲Demo
- 2008年：安全感（第20屆 CASH流行曲創作大賽冠軍作品）
- 2009年：你等於一切（第21屆 CASH流行曲創作大賽參賽作品）

### 個人唱片
- 2017年：Rewind | Be Kind
- 2018年：Once Again 可一．可再
- 2019年：Grow With Me
- 2021年：Popcorn Memories
- 2022年：Precious Moments
- 2024年：hear here

### 唱片合輯
| 唱片名稱                       | 出版日期   | 歌曲                                                                                | 發行單位             | 備註          |
| ------------------------------ | ---------- | ----------------------------------------------------------------------------------- | -------------------- | ------------- |
| 《感謝每天．懷舊經典青年聖歌》 | 2009年8月  | Disc 1 3. Count Your Blessings（數算主恩） 15. God So Loved the World（神極愛世人） | New Century Workshop | 經典詩歌 2 CD |
| 《感謝每天V．信望愛》          | 2010年7月  | Disc 1 2. 重新點起我生命                                                            | New Century Workshop | 2 CD          |
| 《Proud of You》               | 2010年10月 | 3. 活著就是祭 8. 一點光 11. 在晴朗的天空下                                          | New Century Workshop |               |
| 《Day by Day》                 | 2011年2月  | 7. 啟程                                                                             | New Century Workshop |               |
| 《感謝每天VI．詩民歌集心靈篇》 | 2011年7月  | Disc 1 6. 給自己的信                                                                | New Century Workshop | 2 CD          |

## 演出作品

### 電視節目（亞洲電視）

#### 2010年
- 亞洲星光大道3：21強參賽者之一
- 今夜星光燦爛：嘉賓

#### 2011年
- 時尚生活Guide：主持
- 燃點希望展新生香港脊髓損傷基金會五周年慈善籌款晚會：表演嘉賓
- ATV台慶勁唱會：表演嘉賓
- 亞洲為食街：主持
- 通識小學堂：主持
- a Video：嘉賓主持
- 香港有飯開：主持
- 亞洲電視55週年2012節目巡禮：表演嘉賓
- 每日一歌：嘉賓主持
- ATV 2011 亞洲先生競選：表演嘉賓
- 《亞洲星光大道4 跳舞吧！》星光狂歡型聖誕：司儀
- 《亞洲星光大道4 跳舞吧！》除夕型聚星光夜：司儀

#### 2012年
- a Video：嘉賓主持
- ATV每日一歌：嘉賓主持
- ATV 2012 人氣春晚‧唱紅亞洲：表演嘉賓
- 通識小學堂：主持
- 亞洲星空下：主持
- 漫遊嶺南綠道：主持
- 亞洲電視55周年暨香港回歸15周年慶典：表演嘉賓
- 不一樣的感動
- 番禺遊園樂多FUN：主持
- 亞洲會動起來：表演嘉賓
- 微播天下：主持
- 微．電影：主持
- 亞洲電視55周年星光大典：表演嘉賓

#### 2013年
- 我要上ATV春晚
- ATV每日一歌：嘉賓主持
- 通識小學堂：主持

### 電視節目（有線電視）
- 2014年：《為食情報局》

### 電視節目（奇妙電視）
- 2017年：《身·醫·管》（嘉賓）
- 2017年：《喜出望外》（主持）
- 2017年：《歲月如歌》（主持）
- 2017年：《中伏》（嘉賓）

### 電視節目（香港開電視）
- 2018年：《香港代表作》（主持）
- 2018年：《外人自己人》（主持）
- 2019年：《Pig Pig 歌聲饌饗口》（主持）
- 2019年：《幫人有限公司》（主持）
- 2019年：《Fit 開有條路》（主持）
- 2019年：《科遊記》（嘉賓主持）
- 2019年：《細路開電視》（主持）
- 2020年：《30分鐘大放餸》（主持）

### 廣告
- 2009年：PCCW Eye 2
- 2010年：元氣壽司
- 2010年：香港中國旅行社
- 2011年：McDonald
- 2015年：喜得佳食品
- 2021年：Papa Jelly

### 音樂錄像
- 2009年：「我們的主題曲」婚禮製作公司宣傳片（與著名音樂製作人張佳添合唱宣傳主題曲）[4]
- 2010年：羅力威《情人季節》
- 2012年：古卓文 《古著》
- 2011年：亞洲電視賀年歌 《紅包拿來》
- 2017年：奇妙電視外購劇集《鬼怪 - 孤單又燦爛的神》香港版主題曲 - 《為何未講我願意》
- 2018年：奇妙電視外購劇集《有品位的她》香港版主題曲 - 《無傷》

## 活動

### 2010年
- 12月8日：西九龍中心《亞洲星光大道3》冠軍爭霸戰宣傳活動
- 12月31日：太古城中心冰上皇宮倒數活動

### 2011年
- 2月7日：荃城星光閃耀賀兔年
- 3月6日：第七屆大角咀廟會時裝表演
- 4月20日：亞洲電視燃點希望展新生香港脊髓損傷基金會五周年慈善籌款晚會
- 6月11日：澳門海立方表演
- 6月18日：澳門海立方表演
- 7月1日：悅來坊《亞洲小天使．我愛No.1》宣傳活動
- 7月26日：東港城《亞洲星光大道4 跳舞吧！》啟動記者會
- 8月5日：西九龍中心《香港有飯開》之「人人有飯開」商場派飯盒活動
- 8月12日：香港會議展覽中心《香港有飯開》2011 美食博覽宣傳活動
- 12月4日：泰國文化節2011 歌舞表演 (澳門)

### 2012年
- 3月4日：第八屆大角咀廟會時裝表演
- 5月18日：第八屆深圳文博會
- 10月1日: MuSick @ APM
- 10月26日: 〈Yes!!〉School Tour 2012
- 11月11日：新城屯門沙灘節
- 11月19日: 〈Yes!!〉School Tour 2012

### 2013年
- 3月3日：第九屆大角咀廟會時裝表演

## 媒體報導
- 2010年12月24日：數碼雙周第219期[5]
- 2011年1月1日：手機雜誌第42期[6]
- 2011年8月5日：東方日報即時新聞 《李麗珊靠唱Demo止歌癮 （页面存档备份，存于）》
- 2011年8月6日：大公報《李麗珊轉行唔慣[永久]》
- 2011年8月6日：成報《李麗珊唔慣周末開工[永久]》
- 2013年1月17日：蘋果日報《李麗珊怕洗腦考試肥佬》
- 2013年1月18日：東方日報《李麗珊接棒主持六合彩 （页面存档备份，存于）》
- 2013年1月23日：東方日報《陳蕾忠心護主望留低 （页面存档备份，存于）》

## 外部連結
- 李麗珊Facebook專頁
- 李麗珊Instagram
- 李麗珊Lisa Lee新浪微博 （页面存档备份，存于）